# Zeepklopper

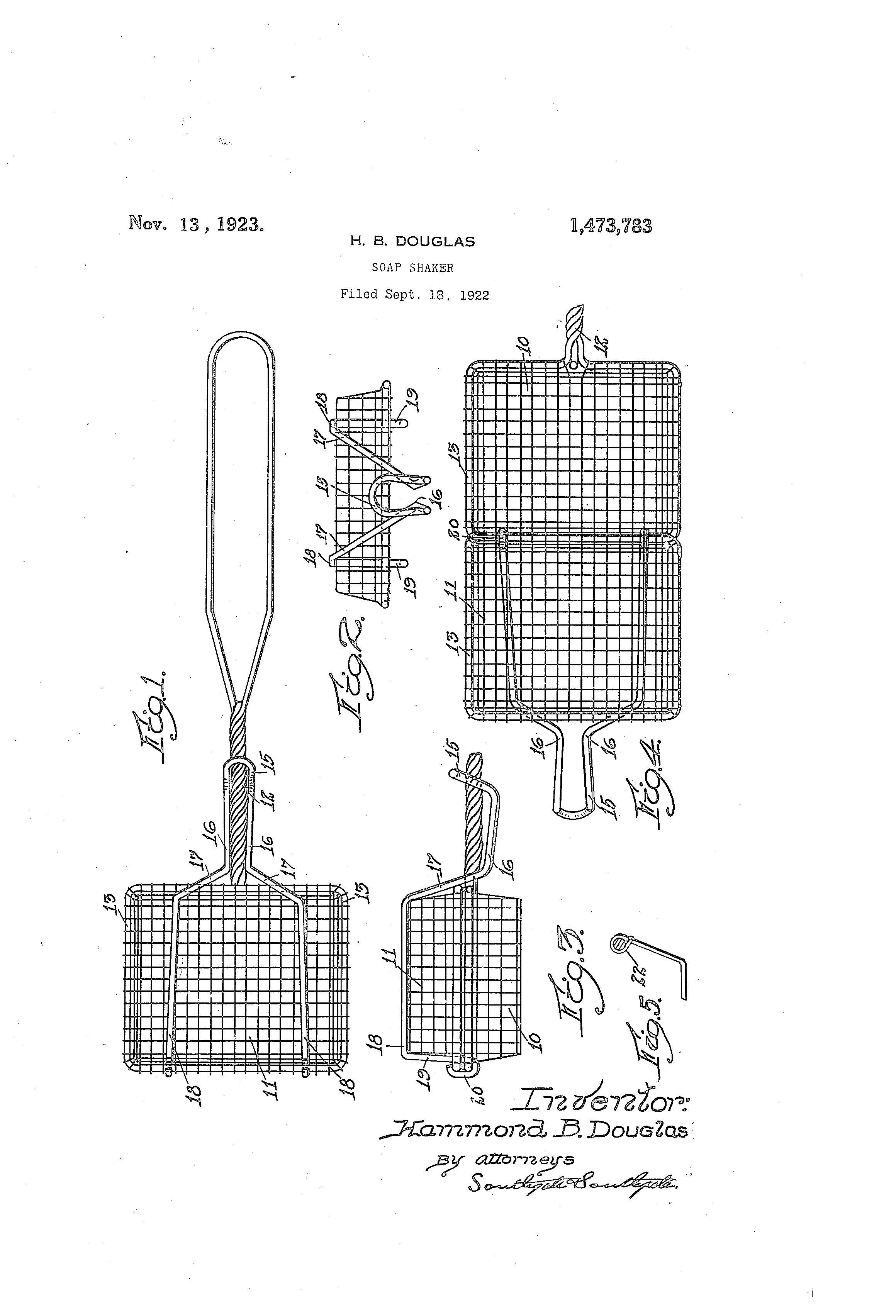
Zeepklopper, tekening van het originele octrooi

Een zeepklopper is een doosje van metalen gaas, dat kan worden opengeklapt middels een scharniermechanisme. De klopper wordt dichtgemaakt met een schuifmechaniek. De klopper heeft twee metalen grepen, waaraan de zeepklopper kan worden vastgehouden als deze is dichtgeklapt.
In het gazen doosje kan een stuk zeep (of restjes van een blok handzeep wanneer voor handen wassen ongeschikt geworden) worden geplaatst. Vervolgens wordt hiermee in een emmer, wasketel, tobbe of snelwasser met water geklopt om op deze wijze een sopje voor de was, afwas of huishoudelijke reiniging te maken.
Door de opkomst van zeeppoeder is de zeepklopper in onbruik geraakt.